# Menhir de Courbépine
Le menhir de Courbépine est un mégalithe supposé situé sur la commune de Courbépine, dans le département de l’Eure, en Normandie. Des traces de sa présence ont été signalées au XIXe siècle mais sa localisation reste mystérieuse.

## Historique
Léon Coutil, président de la Société préhistorique française, est le seul à signaler son existence dans son « Inventaire des menhirs et dolmens de France : Eure » paru en 1897 : 
« M. C. Fouquet, intrigué par le nom d’un vieux chemin tendant de Bernay au Marché-Neuf et appelé chemin de la « Pierre Percée » a fait de nombreuses recherches pour en connaître l’origine. Il est sorti de son embarras, car il a trouvé cette pierre au carrefour de deux chemins, à peu près enterrée dans le sol. Au centre du bloc, on aperçoit un trou assez large. Est-ce bien la cloison d’un dolmen ? La question est difficile à résoudre car il ne reste que ce bloc. »

## Protection
Le caractère très vague de cette description ne l’a pas empêché d’être référencé au titre de l’Inventaire général du patrimoine culturel en 1986 sous l’appellation de menhir.